# Аня и Долина Радуг
Аня и Долина Радуг (англ. Rainbow Valley) — седьмой роман канадской писательницы Люси Мод Монтгомери (и пятый изданный) в серии книг про рыжеволосую Энн Ширли. Опубликован в 1919 году. Продолжение романа «Аня из Инглсайда». В этой книге Энн Ширли — замужняя дама с шестью детьми пытается поладить с новым соседом пресвитерианским священником Джоном Мередитом и его детьми.
Книга посвящена «Голдвин Лапп, Роберту Бруксу и Морли Шир, которые принесли высшую жертву, что счастливые долины их пристанища могут быть сокрыты от посягательств захватчика». Эти слова относятся к Первой мировой войне, которая является главной темой следующей и последней книги серии «Рилла из Инглсайда».

## Сюжет
За 15 лет совместной супружеской жизни у Энн Ширли и Гилберта Блайта родились 6 детей: Джим, Уолтер, Нэн, Ди, Ширли и Рилла.
После возвращения из Лондона Энн узнаёт, что прибыл новый священник в Глен Святой Марии. Джон Мередит вдовец с четырьмя детьми — Джеральдом (Джерри), Фейт, Уной и Томасом Карлайлом (Карлом). Озорные и непослушные дети постоянно попадают в передряги, что ставит под вопрос способность их отца к воспитанию и занятию своего поста.
Только к Блайтам дети Мередита дружелюбны.
Дети Мередита, Блайтов и спасённая сиротка Мэри Вэнс в месте под названием «Долина радуг». Джим Блайт организует «Клуб хорошего поведения», чтобы научить Меридитов манерам. За проступок дети сами придумывают наказание. В результате одного из таких Карл заболевает пневмонией, проведя несколько часов под дождём на кладбище, а Уна падает в обморок на службе в церкви после однодневного поста.
Джон Мередит винит себя как некудышного отца и решает жениться, чтобы дать детям мать. Он предлагает пожениться одинокой женщине за тридцать Розмари Уэст, но получает отпор от её старшей сестры Эллен, поскольку после смерти родителей сёстры обещали не покидать друг друга. Вскоре сама Эллен соединяет свою судьбу с давним возлюбленным Норманом Дугласом и переживает, что Джон Мередит сердит за её прежнее упорство и нежелание отпускать от себя Розмари.
Уна слышит любовное признание отца к Розмари и просит женщину стать её мачехой. Влюблённые помирились. Двойная свадьба Розмари и Эллен назначена на осень.

## Книги серии
Монтгомери заключила историю Энн Ширли в серии сиквелов. Они перечислены в порядке взросления Энн.
| # | Книга                        | Дата публикации | Возраст Ани Ширли |
| 1 | Аня из Зелёных крыш          | 1908            | 11 — 16           |
| 2 | Аня из Авонлея               | 1909            | 16 — 18           |
| 3 | Аня с острова Принца Эдуарда | 1915            | 18 — 22           |
| 4 | Аня из Шумящих Тополей       | 1936            | 22 — 25           |
| 5 | Анин Дом Мечты               | 1917            | 25 — 27           |
| 6 | Аня из Инглсайда             | 1939            | 34 — 40           |
| 7 | Аня и Долина Радуг           | 1919            | 40 — 42           |
| 8 | Рилла из Инглсайда           | 1921            | 48 — 52           |

| # | Книга                      | Дата публикации | Возраст Ани Ширли |
| — | Хроники Авонлеи            | 1912            | —                 |
| — | Дальнейшие Хроники Авонлеи | 1920            | —                 |
| — | Цитируя Блайтов            | 2009            | —                 |